# Municipio de Washington (condado de Scioto)
El municipio de Washington (en inglés: Washington Township) es un municipio ubicado en el condado de Scioto en el estado estadounidense de Ohio. En el año 2010 tenía una población de 5555 habitantes y una densidad poblacional de 84,31 personas por km².

## Geografía
El municipio de Washington se encuentra ubicado en las coordenadas 38°45′19″N 83°3′5″O / 38.75528, -83.05139. Según la Oficina del Censo de los Estados Unidos, el municipio tiene una superficie total de 65.89 km², de la cual 64,58 km² corresponden a tierra firme y (1,99 %) 1,31 km² es agua.

## Demografía
Según el censo de 2010, había 5555 personas residiendo en el municipio de Washington. La densidad de población era de 84,31 hab./km². De los 5555 habitantes, el municipio de Washington estaba compuesto por el 96,83 % blancos, el 0,31 % eran afroamericanos, el 0,81 % eran amerindios, el 0,05 % eran asiáticos, el 0,23 % eran de otras razas y el 1,76 % eran de una mezcla de razas. Del total de la población el 1,03 % eran hispanos o latinos de cualquier raza.